# Camra
La Campaign for Real Ale (CAMRA) es una organización de consumidores con sede en St Albans, Inglaterra, dedicada a promover la artesanía y calidad en la elaboración de la cerveza y la sidra. Es miembro fundador de la Unión Europea de Consumidores de Cerveza (EBCU).

## Historia
Fundada en 1971, su nombre original fue Campaign for the Revitalisation of Ale. En 2000, tenía más de 58 000 socios.

## Eventos, premios y publicaciones

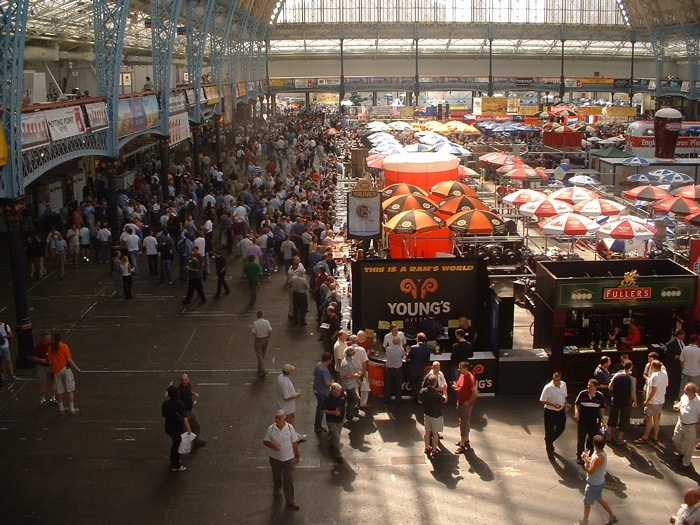
Festival "Great British Beer" de 2004.

CAMRA edita la Good Beer Guide, un informe anual de pubs y empresas cerveceras recomendadas, y la Good Cider Guide, una guía de establecimientos que venden sidra artesanal. Los afiliados a la asociación reciben una revista mensual y, trimestralmente, una revista en color. 
Además, cada año en agosto organiza el Great British Beer Festival, celebrado en el centro de convenciones de Earls Court, en Londres, y apoya y promueve numerosos festivales dedicados a la cerveza y la sidra por toda la geografía del Reino Unido.
El premio más importante de Camra es su Champion Beer of Britain.
Asimismo, su premio para el National Pub of the Year se basa en la evaluación de 4000 afiliados de 200 sucursales y, en asociación con English Heritage y The Victorian Society, otorgan los Pub Design Awards.